# Dermatobotrys
Dermatobotrys este un gen al familiei Scrophulariaceae, conținând o singură specie – Dermatobotrys saundersii, originară din Africa de Sud.